# 桜餅
桜餅（）は、桜にちなんだ和菓子であり、桜の葉で餅菓子を包んだもの。雛菓子の一つでもあり、春の季語である。
一般に「桜餅」と呼称されるものには、関東地方で考案されて東日本を中心に広まった関東風と、関西地方で考案され全国に広まった関西風の2種類が存在する。
通年で食べられる菓子だが、名称にもあるとおり食紅で桜をイメージさせるピンク色に着色していることもあり、今日では雛祭りに欠かせない菓子の1つとして定着している。元々雛祭りの定番ではなかったが、ピンクの色が雛祭りのイメージに合うことや、端午の節句で柏餅が定着していたことなどから、上巳（桃）の節句で桜餅を食べるようになったと考えられる。

## 関東風桜餅

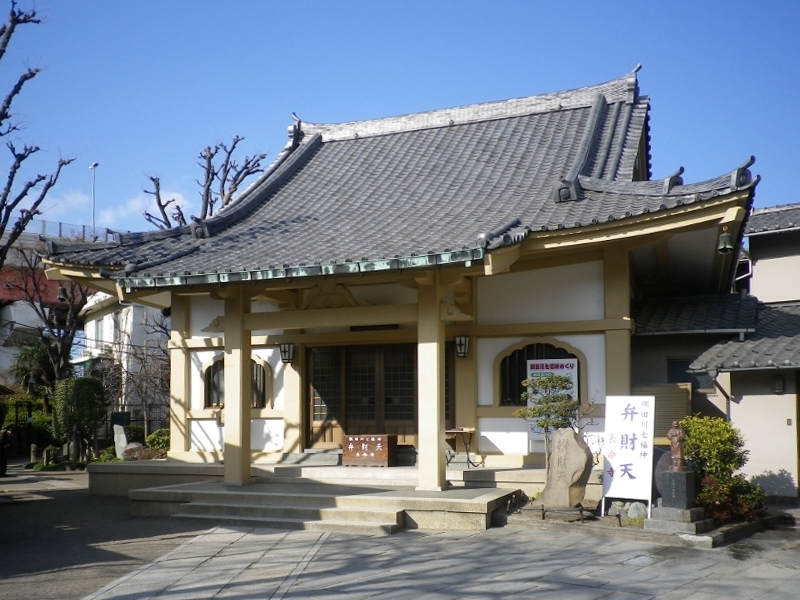
長命寺
（門前は関東風桜餅の発祥地）

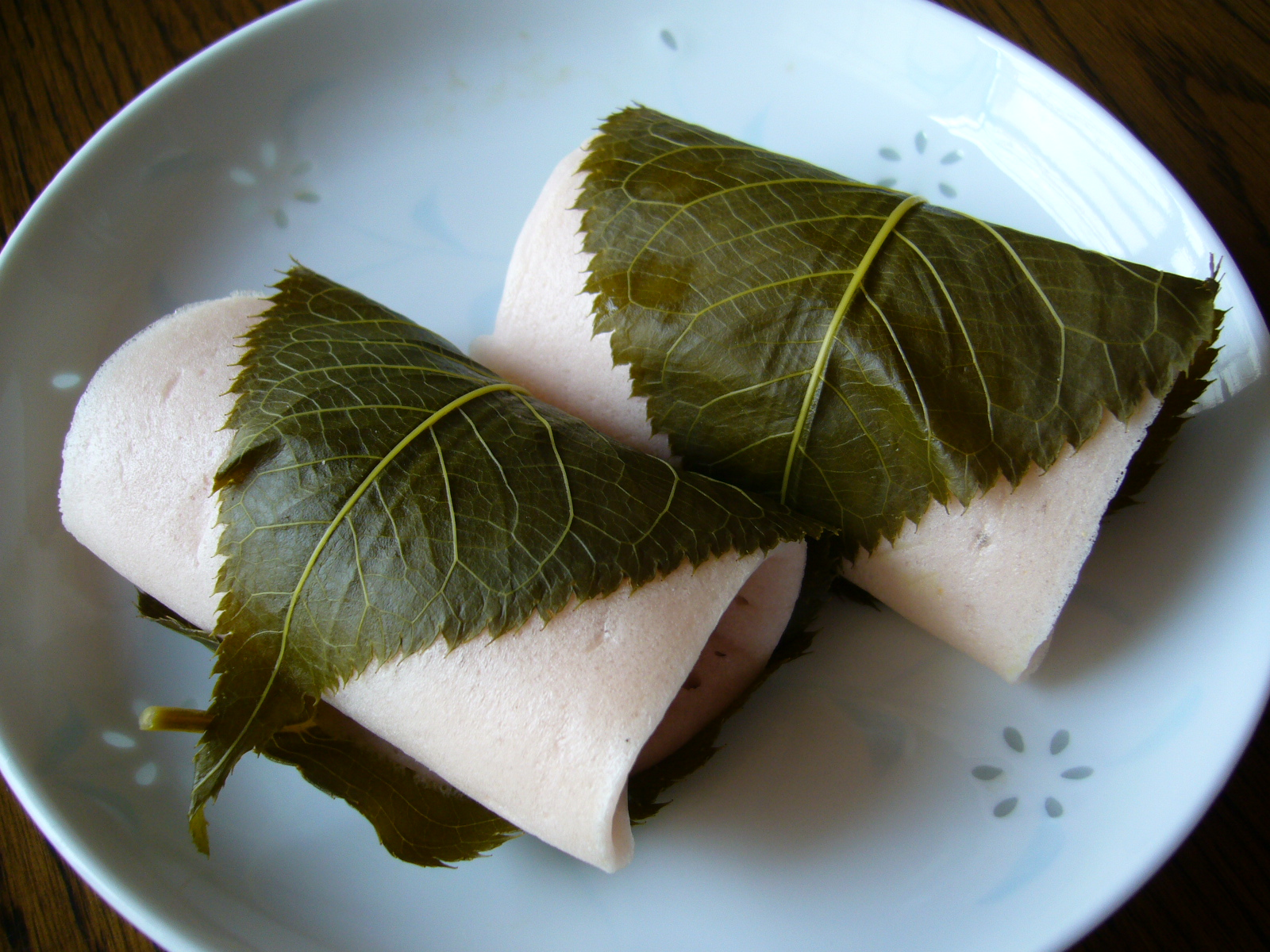
関東風桜餅

関東風の「桜餅」は、小麦粉などを用いた生地を平たく焼いて餡を包んだクレープ状の平鍋菓子。東京都墨田区にある長命寺の門前の桜餅専門店が発祥。
ウェザーニュース調査では関東地方のほかに、秋田県、山形県、岩手県、福島県（2018年調査では関西風優勢）、長野県、富山県、石川県、島根県で普及している。特に秋田県では関東以上に関東風が優勢である。
なお、島根県の松江では明治時代に桜餅が広まった当初は餅餡式のものであったが、松江藩の元家老・有沢宗閑が御用菓子司「面高屋」に関東風桜餅を作らせたことにより広まったとされる。

### 姿（関東風）
- 葉は、1枚から3枚を用いている。
- 皮の生地は、餅を焼いたもの。
- 皮は、多くは二つ折り、他に円筒型、殊に袱紗折りもある。
- 中身を葉で被うか、皮に沿う葉で包んでいる。
- 餡は、濾し餡を用いている。
- 小麦粉を水で延べて熱し固めた生地を作り、餡種を挟んだ生地に桜の葉を被せた構成。[5][6]

### 製法（関東風）
材料は塩漬けの桜の葉、生地に用いる粉、小豆餡。粉は小麦粉であればよいが、白玉粉や餅粉を加えるか、または上新粉でもよい。これに、砂糖、小麦粉、味甚粉、上南粉などを調製する。桜の葉を水に漬けておき、葉の塩を除く。生地の粉を餅粉や白玉粉から少しずつ水と合わせて置く。溶いた生地を薄く延ばして熱する。熱した後、粗熱を取る。焼き加減は周囲の水気が取れて乾く程度で、餅がしっとり仕上がるようにする。小豆の餡を丸めて、焼いた皮で包む。桜の葉を取り出し、真水で洗い水滴を除く。桜の葉を餅の表に巻くようにして付ける。色粉は粉の時点で混ぜておくと色が均等に出る。なお、長命寺前の店舗で販売されている桜餅は、皮は着色せず白いままであり、3枚の桜の葉を端が重なるように横に並べて包んでいる。

### 歴史（関東風）
下総国銚子の出身で元禄4年（1691年）から長命寺の門番をしていた山本新六が、享保2年（1717年）に門前に「山本屋」を創業して売り出したのが始まりとされる。創業した年に将軍・徳川吉宗によって隅田川沿いに桜木の植栽が行われ、これを機に花見客が増加したことで発展していった。
もとは墓参の人をもてなした手製の菓子であったといわれ、桜餅の葉は落ち葉掃除で出た桜の葉を用いることを思い至ったからだという。隅田川の桜の落ち葉を醤油樽で塩漬けにし餅に巻いたとされるが、はじめは桜の葉のしょうゆ漬けだったともいわれる。
文献などに文政のころ（1818-1830年）の桜餅屋のことが上がっている。曲亭馬琴他編の『兎園小説』の中で屋代弘賢が書いている内容から、盛況ぶりがうかがえる。
去年甲申一年の仕込高、桜葉漬込卅壱樽、但し一樽に凡そ二万五千枚程入、葉数〆七拾七万五千枚なり、但し餅一に葉弐枚宛なり、此餅数〆卅八万七千五百、一つの価四文宛、此代〆壱千五百五拾貫文なり、金に直して二百廿ヒ両壱分弐朱と四百五拾文、但六貫八百文の相場、此内五拾両砂糖代を引き、年中平均して一日の売高四貫三百五文三分宛なり—屋代弘賢、兎園小説（文政八年、1825年）
桜餅1つの「売値四文」は現在の価値に直すと、米の価格から換算した場合は推定で約63円、大工の賃金から換算した場合は約322円。また、喜多村信節著文政13年（1830年）自序の『嬉遊笑覧』には内容を変えて作られていることが記される。
近年隅田川長命寺の内にて櫻の葉を貯へ置て櫻餅とて柏餅のやうに葛粉にて作るはしめハ粳米にて製りしがやがてかくかへたり—『嬉遊笑覧巻十上　飲食』（文政十三年、1830年）
なお、三田村鳶魚著の『桜餅』には「不忍の新土手は文政三年の築造であるから、それより前に、長命寺の桜餅があったのである。」とあり、文政3年（1820年）より前に長命寺の桜餅はあったと推察している。
その他にも、桜餅はさまざまな絵画や詩文にも登場する。
- 長谷川雪旦画「桜餅屋」『東都歳時記』天保9年（1838年）[12]は、「隅田川名物　さくらもち」の店の絵である。
- 歌川国芳の「諸鳥やすうりづくし」（天保13年頃、1842年頃）には、隅田川名物櫻もちを作る2羽の都鳥が描かれている。この桜餅は現代のものとは異なり、餡を使っていない。
- 歌川広重二代画・喜翁（歌川豊国）三代筆「江戸自慢三十六興　向嶋堤ノ花并ニさくら餅」（元治元年、1864年）には、桜咲く墨堤を背景に、二人の女性が桜餅の袋を提げた竿の両端を持って歩いていく姿が描かれている。
- 明治21年の夏に正岡子規が長命寺境内の山本屋の2階に泊まっていた際に、七草集にある「花の香を若葉にこめてかぐはしき桜の餅（もちひ）家づとにせよ」（明治21年、1888年）という歌を詠んでいる。

## 関西風桜餅

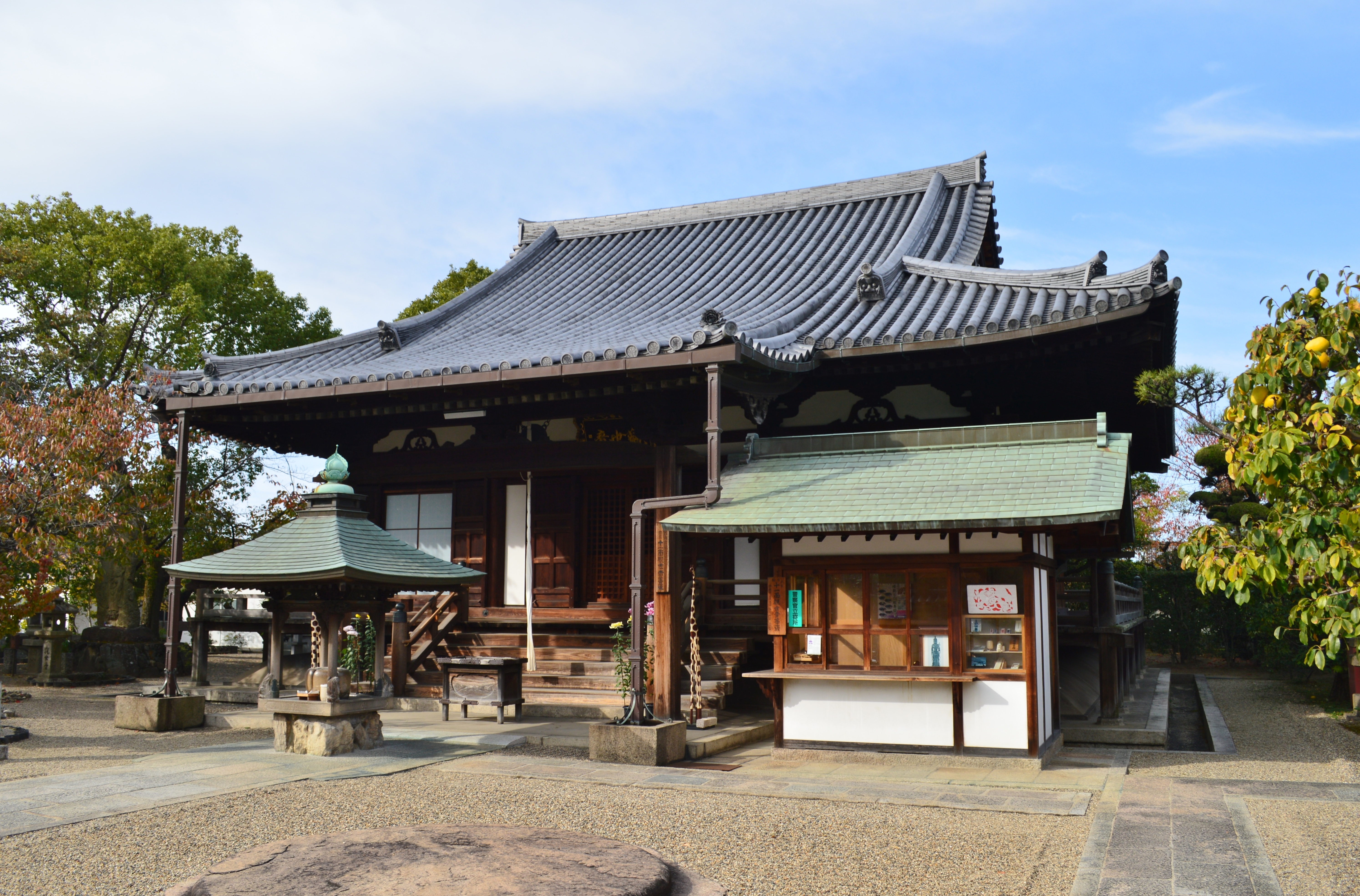
道明寺
（関西風桜餅に用いる道明寺糒の発祥地）

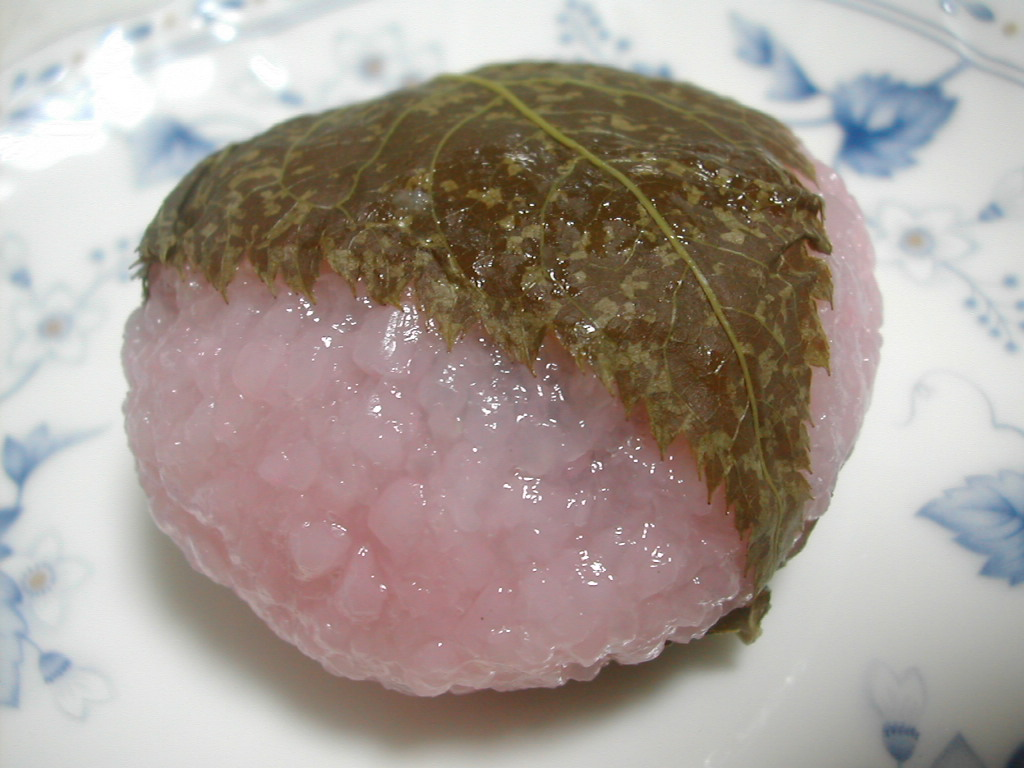
関西風桜餅

関西風の「桜餅」は、蒸したもち米を乾燥させて粗く挽いた道明寺粉を用いた生地で餡を包んだ饅頭状の餅菓子。大阪府藤井寺市にある道明寺が道明寺粉（道明寺糒）の発祥地である。
秋田県以外で増加傾向である。
関西風桜餅と同様に道明寺粉で餅を作り、上下を椿の葉2枚で挟んだ椿餅がある。桜餅の直前の時期（早春）の和菓子で、平安時代からあったとされるが桜餅とは別物で、店によってはニッキで着色風味付けがされているケースもあり、その場合は生八ツ橋に近い。

### 姿（関西風）
- 葉は、1枚か2枚を用いている。
- 餅は、玉状から扁平な形。
- 餅は、弾力と粘りがある。
- 餅の表は、粒味のある形。
- 餅を葉の筋に沿って包んでいるか、両方から葉を合わせて被せている。
- 道明寺粉を蒸して餅を作り、これに餡を詰め、桜の葉に包んだ構成。[13][6]

### 製法（関西風）
材料は塩漬けの桜の葉、道明寺粉、小豆の餡。糯米を浸け置き、水切り蒸し上げ、天日干しして乾いたら石臼などで挽いて砕くと、道明寺粉ができる。粒の大きさによって、道明寺餅の食感は変わる。葉の塩は、水で抜く。水を吸わせた道明寺粉を蒸し上げる。砂糖は蒸した後で混ぜるか、水に溶いて吸わせる。餅を平らに広げて餡を詰め形を整え、桜の葉で包む。色粉は、粉か砂糖水に混ぜる。

### 歴史（関西風）
関東風桜餅の人気にならって、大坂では北堀江の土佐屋に天保（1830〜1844年）の頃に現れたという。東京製菓学校では、関東風桜餅が元になったと考えているが、根拠は挙げていない。もち米でできた昔からの桜餅が、古くから伝わる和菓子の流れに合って各地に広まっている。

## その他の桜餅
その他にも日本各地に異なる形状の「桜餅」が存在している。
長八さくらもち
桜の葉の産地である伊豆で作られる桜餅。米粉と餅粉で作った皮で粒餡を大福のように包んだものと、上新粉の皮でこしあんを二つ折りに包んだものの2種類がある。いずれも伊豆で作られた塩漬けの桜の葉を2枚用いて中身をほぼ完全に包んでいるのが特徴である。
ひとひら桜餅
鎌倉で作られる二つ折りの桜餅。
みどりの桜もち
島根県雲南市（旧三刀屋町地域）で作られる薄い緑色をした桜餅。これは三刀屋町にある御衣黄（ぎょいこう）という、花弁が緑色をした桜をヒントに作られたものである。

## 材料

### 桜の葉

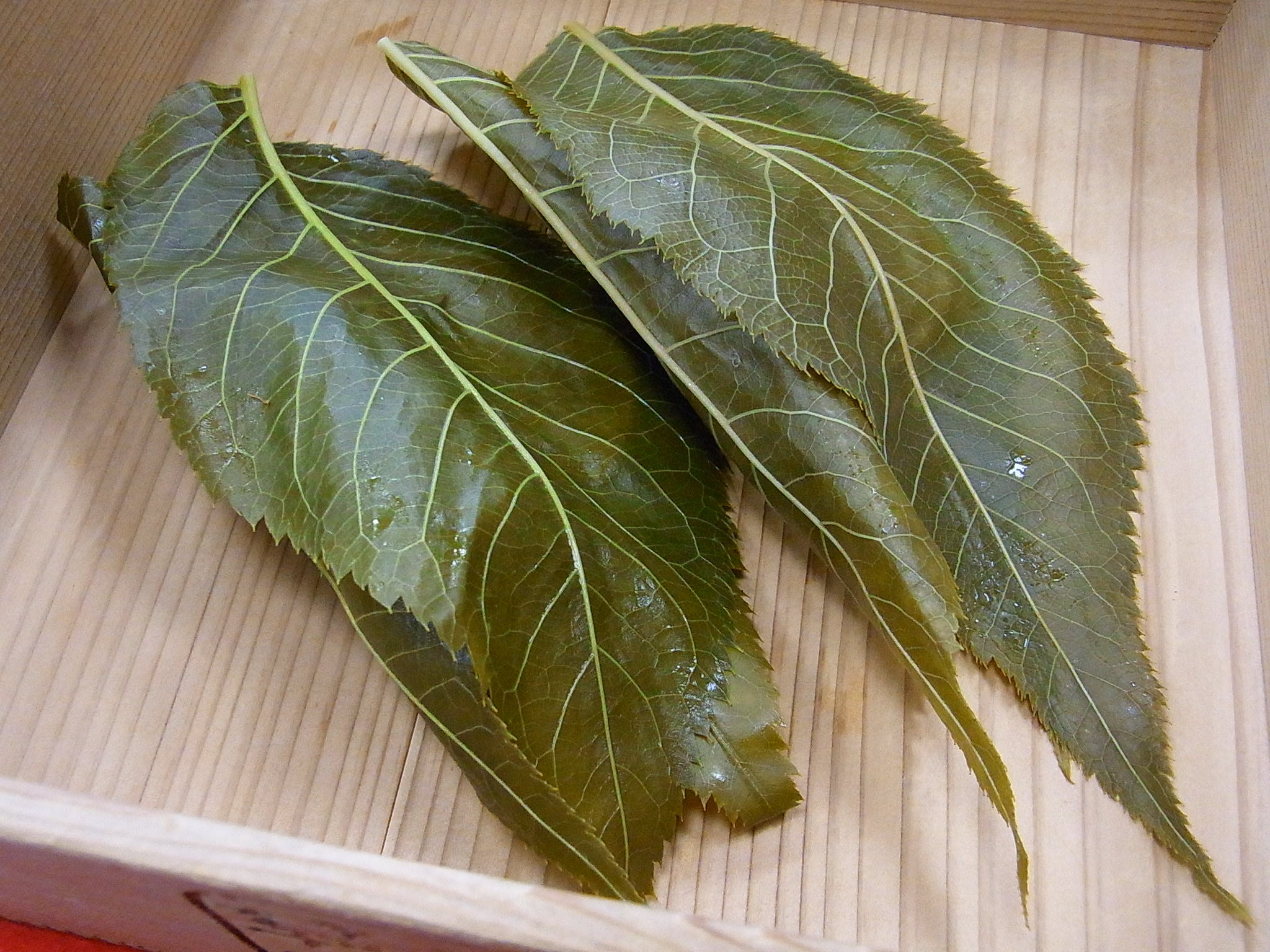
桜餅の桜の葉

桜の生の葉には塩漬けの香りはなく、桜の葉を塩漬けにすることで香る。桜の葉は香りを添え、葉で包むことによって内容物の乾燥を防ぐ。葉がやわらかく毛が少ないオオシマザクラの葉を塩漬けにして使う。この塩漬けの桜の葉は、全国シェアの70%ほどが伊豆半島の松崎町で生産されている
。餅の大きさとの外観上のバランスから、関東では大きめの葉、近畿では小さめの葉を好んで使う傾向がある。
桜餅の独特の芳香は、この桜の塩蔵葉に含まれる香り成分のクマリンによる。桜の葉をそのまま食べてもよいが、全国和菓子協会の見解では菓子本来の味を感じるために桜の葉は食べないことを推奨している。そのまま食べる場合は、クマリンは食品添加物としては認められておらず肝毒性も持つため、過剰摂食には注意が必要である。
また桜餅元来の色は、葉から浸出した色素成分カロテノイドによる。
上記のクマリンおよびテルペンの芳香、テアニンが微量に含まれるので、奈良時代ごろには梅の蕾と共に口臭予防効果として口に含む風習があった。
1970年代ごろには、ビニール製の人造品の葉とクマリン以外の香料を使用した桜餅が現れたが、現在はほとんど見ることはない。

### 餅と餡
- 桜餅の材料の白いもち米からは白い餅ができるが、桜色はもとの色でなく後から付けているものもある。
- 家庭などで材料を調えるのが難しい場合、もち米を硬めに炊くことでも代用できる。
- 九州では、もち米の炊いたもので作られることがある。
- かつては、関東では漉し餡を、関西では粒餡を用いることが多かった。

## 古典における記載
古文書に表れる「桜餅」を示す。
- 桔梗屋菓子目録
南方熊楠によれば、桜餅の知られている出現は天和3年（1683年）である。大田南畝の著「一話一言」に登場する京菓子司桔梗屋の河内大掾が菓子目録に載せたという[20]。天和三年には桔梗屋菓子目録が出版され[21]、桔梗屋は江戸に店舗を構えた[22]。これは蒸菓子であり、後の世の桜餅とは別物のようである。昔の作り方では、餅を桜の葉で包み、蒸籠で蒸すやり方がある。
- 男重宝記
男重宝記（元禄六年、1693年）に「桜」とあるところに桜の五弁の花びらを模した桜餅の図が載っていて、その傍らに「中へあん入れる」と記されている[23]。
- 茶湯献立指南（元禄九年、1696年）